# Sylbeth Soriano
Sylbeth Soriano (Rio de Janeiro, 26 de março de 1966) é uma atriz brasileira. Ficou conhecida quando interpretou Sandrona na novela Sangue Bom da Rede Globo. Além disso, é a tradutora de legendagem de séries como "Law and Order: SVU" e "Chicago PD".

## Filmografia

### Televisão
| Ano  | Título               | Papel                              | Nota                                 |
| ---- | -------------------- | ---------------------------------- | ------------------------------------ |
| 2004 | Levando a Vida       | Cláudia                            |                                      |
| 2005 | Malhação             |                                    |                                      |
| 2005 | A Diarista           | Gerusa                             |                                      |
| 2006 | A Diarista           | Lucimar                            |                                      |
| 2006 | O Profeta            | Das Dores                          |                                      |
| 2007 | Minha Nada Mole Vida | Carnuda                            | Episódio: "Imprevistos Acontecem"    |
| 2007 | Desejo Proibido      | Mulher Barbada                     |                                      |
| 2008 | Três Irmãs           | Ana Borborema de Assis (Borborema) |                                      |
| 2010 | S.O.S. Emergência    | Rosiclene                          |                                      |
| 2011 | Fina Estampa         | Zélia                              |                                      |
| 2012 | As Brasileiras       | Maria Eduarda                      | Episódio: "A Desastrada de Salvador" |
| 2013 | Sangue Bom           | Sandra Passalaqua (Sandrona)       |                                      |
| 2015 | Verdades Secretas    | Leidiana                           |                                      |
| 2015 | Totalmente Demais    | Berenice                           |                                      |
| 2016 | A Lei do Amor        | Pupa Venturini                     |                                      |
| 2018 | Segundo Sol          | Amália                             |                                      |
| 2022 | Travessia            | Sheila Maria                       | Participação                         |

### Cinema
| Ano  | Título               | Papel      |
| ---- | -------------------- | ---------- |
| 2010 | A Suprema Felicidade | Prostituta |